# Friston (East Sussex)
Friston – wieś w Anglii, w East Sussex. Leży 6 km od miasta Eastbourne, 18,1 km od miasta Lewes i 85,9 km od Londynu. W 1961 roku civil parish liczyła 241 mieszkańców.